# 고기국수

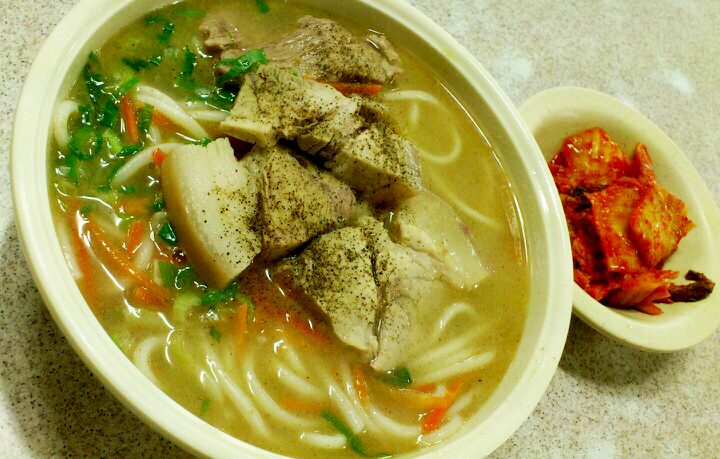
제주도 골막국수의 고기국수.

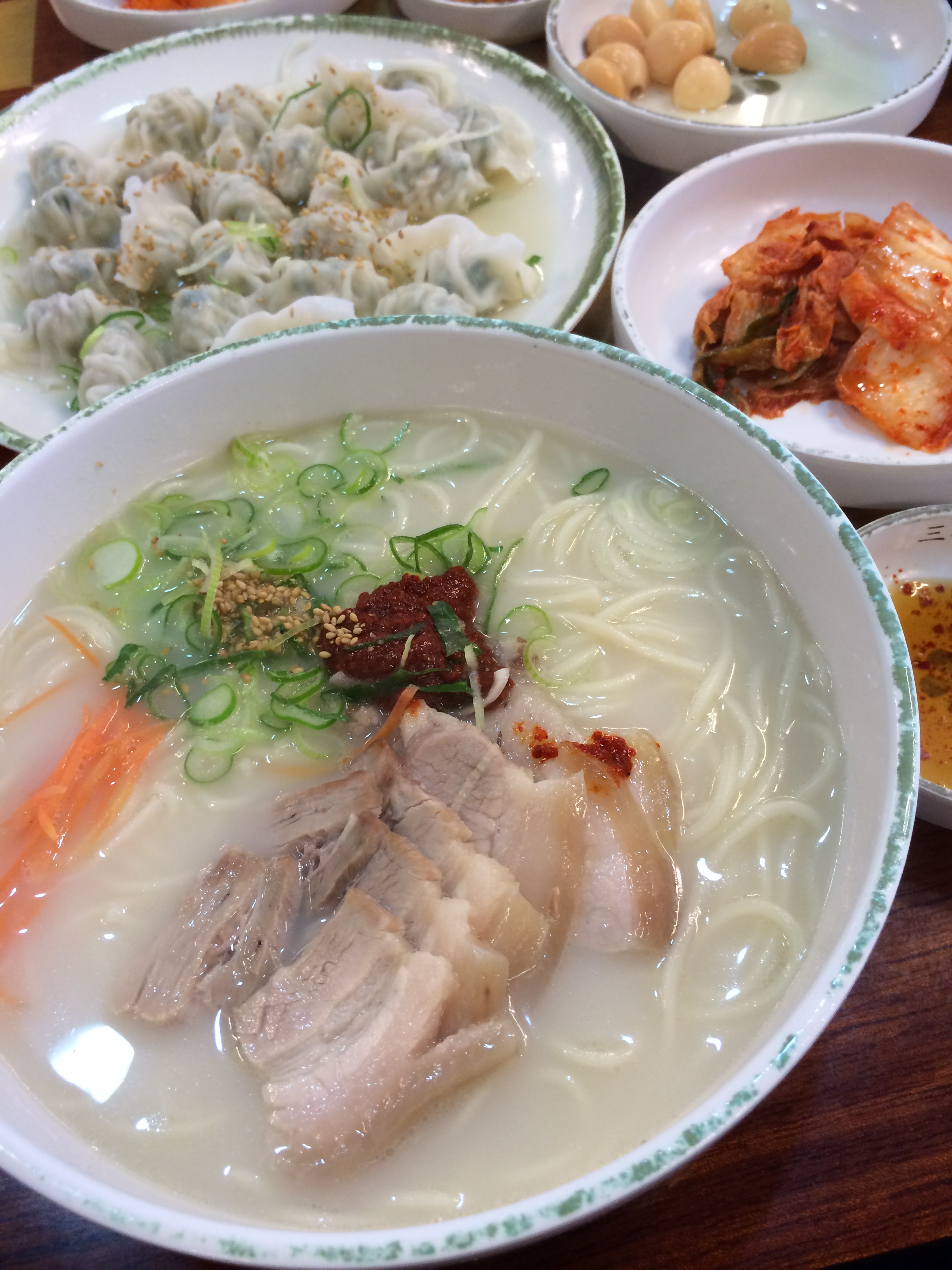
제주도 삼대회관의 고기국수.

고기국수는 제주도 전통 음식 중 하나다. 돼지고기와 뼈를 푹 삶아 소금으로만 간을 한 육수에, 면을 넣고 삶아 국물과 면 위에 고명으로 돼지고기 수육을 올리는 요리이다. 뼈국으로 볼 수 있다. 또한 고기국수는 결혼식이나 집안 잔치때 사용하는 잔치국수에서 전래된 것으로 보인다. 현재 잔치국수는 일반적인 멸치육수를 사용한다.

## 유래
제주도는 예로부터 쌀 농사가 불가능한 토질을 지니고 있어, 주식으로는 밀과 보리를 자주 먹어왔는데, 그 풍습으로 인하여 국수와 보리를 이용한 요리가 발달하였다. 그중에서도 국수는 쌀 대신 사용할 만큼 주식으로써 사용가치가 높았다. 아직도 일부 시골에서는 경조사의 답례품으로 국수를 주는 경우가 있다. 우리나라에는 예로부터 경사가 있을 때 잔치를 열어 국수를 대접하는 문화가 발달해 잔치국수를 축제나 잔치때 온 사람들에게 대접하였다. 제주도에서는 경사가 있어 축제를 여는날에는 항상 돼지고기를 잡아 손님들에게 대접하는 문화가 있는데,한 솥에 돼지를 넣어 끓인 육수를 사용 하여 ,지역별로 서귀포에선 고기국수 제주시 밑 서쪽 동쪽지역에서는 몸국을 접대음식으로 내었음. 이때 살은 수육으로 만들어 제공하고, 내장과 피는 순대를 만드는데 사용한뒤, 남은 돼지머리와 수육으로 내놓고 남은 부속들을 돼지뼈 등을 진하게 고아낸 국물에 국수를 말아 손님에게 대접하였다.
좀더 대중적으로 알려진 계기로는 확실하지 않으나, 고기국수가 유명해진 원인중 하나는 골막식당과 파도식당이 국수를 본격적으로 판매하기 시작하면서 유명해 진 것으로 알려진다. 이곳은 제주도 고산에서 생산되는 특유의 두꺼운 대면을 아직까지 사용하는 식당이다.

## 특징
제주도는 밀을 주식으로 사용했기 때문에, 다른지역과 달리 면이 굵은 것이 특징이다. 타 지역에서 우동면이라 불리는 굵은면을 사용하고 있으며, 현재 이러한 국수는 크게 인기가 없어 골막식당에서만 사용하고 있는 것으로 알려져 있다. 지금은 대부분의 가게가 최저 중면 이상의 면을 사용하여 국수를 만들어 낸다.
돼지고기는 다른 향신료나 야채같은 것을 일절 넣지않고, 돼지뼈와 돼지고기만을 물에 넣고 끓이는데, 이것은 제주도특산품인 돼지고기가 다른지역에 비해 유달리 역한냄새가 적고, 지방의 고소함이 뛰어나 가능하다고 한다.
현재 있는 대부분의 고기국수 전문점은 돼지고기 베이스를 100% 사용하지 않는집도 많으며 개운함과 감칠맛을 위해 대부분이 멸치육수를 섞어 사용하는 것으로 알려져있다. 몇몇 식당에서는 닭육수를 섞어 감칠맛을 배가하는 가게도 존재한다.

## 비슷한 음식
경상남도의 전통 음식인 돼지국밥과 제조방법의 유사성이 보인다. 밥과 국수를 사용하는 만큼 그 차이성도 있고, 일부 가게에서는 돼지국밥과 비슷한 맛의 육수를 내는 집도 있는 것이 사실이지만, 돼지고기의 차이성 때문에 그 맛의 차이가 존재하며, 살을 많이 끓이는 돼지국밥과 달리 돼지뼈의 함량이 많아 뼈육수에 가까운 밑국물을 사용하는 고기국수의 국물에 좀더 젤라틴질 성분이 많이 포함되어 있다.
일본 하카타의 유명 라멘 중 하나인 돈코츠라멘과 유사하게 돼지뼈를 베이스로 만들어 낸다. 국물맛이 거의 유사하지만, 마늘과 구운돼지고기 등을 사용하는 돈코츠라멘에 비해서 담백하다. 또한 제조과정에서 닭발과 돼지다리 등을 많이 넣어 처음부터 혼합육수를 만들어 젤라틴질을 많이 보충하는 돈코츠라멘과 달리, 고기국수는 돼지뼈 육수에 다른 육수를 섞어 쓰는 점이 다르다.

## 기타
제주도는 단일 지역으로 국수 소비량이 제일 많은 도시이다. 제주도의 관광지로 유명한 삼성혈거리에는 많은 국수집이 위치해 있으며, 이곳을 국수거리라고 부른다.

## 같이 보기
- 한국 요리